# Hoffmannius
Hoffmannius là một chi bọ cạp trong họ Vaejovidae. 

## Các loài
Chi này gồm các loài sau:
- Hoffmannius bilineatus (Pocock, 1898)
- Hoffmannius coahuilae (Williams, 1968)
- Hoffmannius confusus (Stahnke, 1940)
- Hoffmannius diazi (Williams, 1970)
- Hoffmannius eusthenura (Wood, 1863)
- Hoffmannius galbus (Williams, 1970)
- Hoffmannius glabrimanus (Sissom & Hendrixson, 2005)
- Hoffmannius globosus (Borelli, 1915)
- Hoffmannius gravicaudus (Williams, 1970)
- Hoffmannius hoffmanni (Williams, 1970)
- Hoffmannius punctatus (Karsch, 1879)
- Hoffmannius puritanus (Gertsch, 1958)
- Hoffmannius spinigerus (Wood, 1863)
- Hoffmannius viscainensis (Williams, 1970)
- Hoffmannius vittatus (Williams, 1970)
- Hoffmannius waeringi (Williams, 1970)
- Hoffmannius waueri (Gertsch & Soleglad, 1972)
- Vaejovis oaxaca[1]